# Dedryck Boyata
Dedryck Boyata, né le 28 novembre 1990 à Uccle (Bruxelles) en Belgique, est un footballeur international belge, aujourd'hui retraité, qui joue au poste de défenseur de la fin des années 2000 au milieu des années 2020.
Il est actuellement entraîneur adjoint de l'équipe de Belgique espoirs.

## Biographie

### En club

#### Jeunesse et formation
Né à Bruxelles de parents originaires du Congo, Dedryck Boyata commence sa carrière dans les équipes de jeunes du RCS Saint-Josse, du RWS Woluwe, puis du FCM Brussels avant de rejoindre Manchester City en 2006. Il fait partie de l'équipe 2008 des Citizens qui remporte la FA Youth Cup des moins de 18 ans.Il a fait ses humanités dans le prestigieux collège Jean XXIII à Woluwé Saint Pierre. Il remporte le prix de joueur du mois de l'équipe jeune de Manchester City en avril 2009. Il est l'un des sept joueurs de l'Académie de son année à être promu à la formation avec les joueurs seniors pour la saison 2009-10.

#### Manchester City (2009-2015)
Il fait ses débuts dans l'équipe pro contre Middlersbrough en FA Cup en janvier 2010, et aide son équipe à gagner 1 - 0. Il joue son premier match en Premier League contre les Blackburn Rovers en remplaçant Martin Petrov à la 86e minute.
Son premier match en tant que titulaire en Premier League fut contre Hull City le 6 février 2010. Il est nommé jeune joueur de la saison pour ses efforts durant la demi-finale de la Carling Cup.
Il marque son premier but en coupe d'Europe lors du match retour de qualification pour la Ligue Europa contre le FC Timisoara, un club roumain, le 26 août 2010.

##### Prêts successifs
Le 26 août 2011, il est prêté à Bolton jusqu'à la fin de la saison.
Le 31 août 2012, il est prêté pour 6 mois à Twente.

#### Celtic Glasgow (2015-2019)
Le 2 juin 2015, il rejoint le Celtic Glasgow pour un contrat de 4 ans.

#### Hertha Berlin (2019-2022)
Le 19 mai 2019, il rejoint le Hertha Berlin pour un contrat "à long terme".

#### Club Bruges KV (2022-2024)
Alors qu'il n'entre plus dans les plans à Berlin, le 22 août 2022, il signe un contrat au Club Bruges KV jusqu'en 2025.

#### Fin de carrière
Toujours sans club depuis le mois de janvier 2025 lorsqu'il est libéré par le Club Bruges KV, il met un terme définitif à sa carrière de joueur le 12 août 2025 et rejoint le staff de Gill Swerts comme adjoint de l'équipe belge espoirs.

### En sélections nationales
Il a joué 12 matchs pour le compte des U19 de l'équipe nationale belge et en a profité pour inscrire 2 buts. Boyata fit ses débuts en U21 en gagnant 1–0 face à Malte le 3 mars 2010. Cinq mois plus tard, il est convoqué pour la première fois en équipe nationale sénior pour un match amical contre la Finlande. C'est en continuant à montrer des prestations de plus en plus concluantes qu'il acquiert le droit de faire partie de l'équipe première de son club, Manchester City.
Le sélectionneur fédéral Georges Leekens sélectionna Boyata pour deux matchs contre le Kazakhstan et l'Autriche fin 2010.
Il fait ses débuts en équipe nationale le 12 octobre 2010 en jouant une mi-temps du match Belgique-Autriche (4-4).
Originellement prévu pour jouer lors de l'Euro 2016, il doit néanmoins abandonner à cause d'une blessure aux ischio-jambiers l'empêche de participer à la compétition.
Il est sélectionné dans la liste des 23 Diables rouges pour la Coupe du monde 2018 en Russie. À la suite des blessures de Vincent Kompany et Thomas Vermaelen, Dedryck est titulaire lors de la première rencontre de la Belgique face au Panama (victoire 3-0) ainsi que pour le deuxième match contre la Tunisie (victoire 5-2) et pour le troisième match face à l'Angleterre (victoire 1-0). Il jouera pour un total de 270 minutes sur le sol russe. En marge de la "petite finale", l'équipe nationale belge termine troisième et décroche le bronze.
Boyata est à nouveau convoqué par Roberto Martinez pour disputer l'Euro 2020 où les Belges atteignent les quarts de finale, s'inclinant contre l'Italie (1-2), futur vainqueur de l'édition.

## Statistiques

### En club
| Saison                | Club                    | Championnat           | Championnat | Championnat | Championnat | Coupe nationale | Coupe nationale | Coupe nationale | Coupe de la Ligue | Coupe de la Ligue | Coupe de la Ligue | Supercoupe | Supercoupe | Supercoupe | Compétition(s) continentale(s) | Compétition(s) continentale(s) | Compétition(s) continentale(s) | Compétition(s) continentale(s) | Autres compétitions | Autres compétitions | Autres compétitions | Autres compétitions | Total | Total | Total |
| Saison                | Club                    | Division              | M.          | B.          | P.d.        | M.              | B.              | P.d.            | M.                | B.                | P.d.              | M.         | B.         | P.d.       | Comp.                          | M.                             | B.                             | P.d.                           | Comp.               | M.                  | B.                  | P.d.                | M.    | B.    | P.d.  |
| 2009-2010             | Manchester City FC      | Premier League        | 3           | 0           | 0           | 2               | 0               | 0               | 2                 | 0                 | 0                 | -          | -          | -          | -                              | -                              | -                              | -                              | -                   | -                   | -                   | -                   | 7     | 0     | 0     |
| 2010-2011             | Manchester City FC      | Premier League        | 7           | 0           | 0           | 2               | 0               | 0               | 1                 | 0                 | 0                 | -          | -          | -          | C3                             | 6                              | 1                              | 0                              | -                   | -                   | -                   | -                   | 16    | 1     | 0     |
| 2013-2014             | Manchester City FC      | Premier League        | 1           | 0           | 0           | 1               | 0               | 0               | 4                 | 0                 | 0                 | -          | -          | -          | C1                             | 0                              | 0                              | 0                              | -                   | -                   | -                   | -                   | 6     | 0     | 0     |
| 2014-2015             | Manchester City FC      | Premier League        | 2           | 0           | 0           | 2               | 0               | 0               | 1                 | 0                 | 0                 | 1          | 0          | 0          | C1                             | 0                              | 0                              | 0                              | -                   | -                   | -                   | -                   | 6     | 0     | 0     |
| Sous-total            | Sous-total              | Sous-total            | 13          | 0           | 0           | 7               | 0               | 0               | 8                 | 0                 | 0                 | 1          | 0          | 0          | -                              | 6                              | 1                              | 0                              | -                   | -                   | -                   | -                   | 35    | 1     | 0     |
| 2011-2012             | Bolton Wanderers (prêt) | Premier League        | 14          | 1           | 0           | 3               | 0               | 0               | -                 | -                 | -                 | -          | -          | -          | -                              | -                              | -                              | -                              | -                   | -                   | -                   | -                   | 17    | 1     | 0     |
| 2012-2013             | FC Twente (prêt)        | Eredivisie            | 5           | 0           | 0           | 2               | 0               | 0               | -                 | -                 | -                 | -          | -          | -          | C3                             | 3                              | 0                              | 0                              | -                   | -                   | -                   | -                   | 10    | 0     | 0     |
| 2015-2016             | Celtic FC               | Scottish Premiership  | 26          | 4           | 0           | 2               | 0               | 1               | 2                 | 0                 | 0                 | -          | -          | -          | C1+C3                          | 6+6                            | 2+0                            | 0+0                            | -                   | -                   | -                   | -                   | 42    | 6     | 1     |
| 2016-2017             | Celtic FC               | Scottish Premiership  | 17          | 5           | 2           | 5               | 0               | 0               | -                 | -                 | -                 | -          | -          | -          | C1                             | 0                              | 0                              | 0                              | -                   | -                   | -                   | -                   | 22    | 5     | 2     |
| 2017-2018             | Celtic FC               | Scottish Premiership  | 28          | 2           | 2           | 3               | 1               | 0               | 3                 | 0                 | 1                 | -          | -          | -          | C1+C3                          | 5+0                            | 0+0                            | 0+0                            | -                   | -                   | -                   | -                   | 39    | 3     | 3     |
| 2018-2019             | Celtic FC               | Scottish Premiership  | 19          | 1           | 1           | 3               | 0               | 1               | 2                 | 0                 | 0                 | -          | -          | -          | C1+C3                          | 0+8                            | 0+0                            | 0+1                            | -                   | -                   | -                   | -                   | 32    | 1     | 3     |
| Sous-total            | Sous-total              | Sous-total            | 90          | 12          | 5           | 13              | 1               | 2               | 7                 | 0                 | 1                 | -          | -          | -          | -                              | 25                             | 2                              | 1                              | -                   | -                   | -                   | -                   | 135   | 15    | 9     |
| 2019-2020             | Hertha Berlin           | Bundesliga            | 28          | 4           | 1           | 1               | 0               | 0               | -                 | -                 | -                 | -          | -          | -          | -                              | -                              | -                              | -                              | -                   | -                   | -                   | -                   | 29    | 4     | 1     |
| 2020-2021             | Hertha Berlin           | Bundesliga            | 19          | 1           | 0           | -               | -               | -               | -                 | -                 | -                 | -          | -          | -          | -                              | -                              | -                              | -                              | -                   | -                   | -                   | -                   | 19    | 1     | 0     |
| 2021-2022             | Hertha Berlin           | Bundesliga            | 23          | 0           | 2           | 2               | 0               | 0               | -                 | -                 | -                 | -          | -          | -          | -                              | -                              | -                              | -                              | PO                  | 2                   | 1                   | 0                   | 27    | 1     | 2     |
| 2022-2023             | Hertha Berlin           | Bundesliga            | -           | -           | -           | 1               | 0               | 0               | -                 | -                 | -                 | -          | -          | -          | -                              | -                              | -                              | -                              | -                   | -                   | -                   | -                   | 1     | 0     | 0     |
| Sous-total            | Sous-total              | Sous-total            | 70          | 5           | 3           | 4               | 0               | 0               | -                 | -                 | -                 | -          | -          | -          | -                              | -                              | -                              | -                              | -                   | 2                   | 1                   | 0                   | 76    | 6     | 3     |
| 2022-2023             | Club Bruges KV          | Division 1A           | 11          | 0           | 0           | 0               | 0               | 0               | -                 | -                 | -                 | -          | -          | -          | C1                             | 3                              | 0                              | 0                              | PO1                 | -                   | -                   | -                   | 14    | 0     | 0     |
| 2023-2024             | Club Bruges KV          | Division 1A           | 5           | 0           | 0           | 3               | 0               | 0               | -                 | -                 | -                 | -          | -          | -          | C4                             | 4                              | 1                              | 0                              | PO1                 | -                   | -                   | -                   | 12    | 1     | 0     |
| 2024-2025             | Club Bruges KV          | Division 1A           | -           | -           | -           | -               | -               | -               | -                 | -                 | -                 | 0          | 0          | 0          | C1                             | -                              | -                              | -                              | -                   | -                   | -                   | -                   | 0     | 0     | 0     |
| Sous-total            | Sous-total              | Sous-total            | 16          | 0           | 0           | 3               | 0               | 0               | -                 | -                 | -                 | 0          | 0          | 0          | -                              | 7                              | 1                              | 0                              | -                   | -                   | -                   | -                   | 26    | 1     | 0     |
| Total sur la carrière | Total sur la carrière   | Total sur la carrière | 208         | 18          | 8           | 32              | 1               | 2               | 15                | 0                 | 1                 | 1          | 0          | 0          | -                              | 42                             | 3                              | 1                              | -                   | 2                   | 1                   | 0                   | 300   | 23    | 12    |

### En sélections nationales
| Saison                | Sélection             | Phases finales         | Phases finales | Phases finales | Phases finales | Éliminatoires CDM | Éliminatoires CDM | Éliminatoires CDM | Éliminatoires EURO | Éliminatoires EURO | Éliminatoires EURO | Ligue des Nations | Ligue des Nations | Ligue des Nations | Matchs amicaux | Matchs amicaux | Matchs amicaux | Total | Total | Total |
| Saison                | Sélection             | Compétition            | M              | B              | Pd             | M                 | B                 | Pd                | M                  | B                  | Pd                 | M                 | B                 | Pd                | M              | B              | Pd             | M     | B     | Pd    |
| --------------------- | --------------------- | ---------------------- | -------------- | -------------- | -------------- | ----------------- | ----------------- | ----------------- | ------------------ | ------------------ | ------------------ | ----------------- | ----------------- | ----------------- | -------------- | -------------- | -------------- | ----- | ----- | ----- |
| 2010-2011             | Belgique              | -                      | -              | -              | -              | -                 | -                 | -                 | -                  | -                  | -                  | -                 | -                 | -                 | 1              | 0              | 0              | 1     | 0     | 0     |
| 2015-2016             | Belgique              | -                      | -              | -              | -              | -                 | -                 | -                 | 0                  | 0                  | 0                  | -                 | -                 | -                 | 1              | 0              | 0              | 1     | 0     | 0     |
| 2016-2017             | Belgique              | -                      | -              | -              | -              | -                 | -                 | -                 | -                  | -                  | -                  | -                 | -                 | -                 | 1              | 0              | 0              | 1     | 0     | 0     |
| 2017-2018             | Belgique              | Coupe du monde 2018    | 3              | 0              | 0              | 0                 | 0                 | 0                 | -                  | -                  | -                  | -                 | -                 | -                 | 4              | 0              | 0              | 7     | 0     | 0     |
| 2018-2019             | Belgique              | -                      | -              | -              | -              | -                 | -                 | -                 | 1                  | 0                  | 0                  | 3                 | 0                 | 0                 | 2              | 0              | 0              | 6     | 0     | 0     |
| 2019-2020             | Belgique              | -                      | -              | -              | -              | -                 | -                 | -                 | 1                  | 0                  | 0                  | -                 | -                 | -                 | -              | -              | -              | 1     | 0     | 0     |
| 2020-2021             | Belgique              | Euro 2020              | 2              | 0              | 0              | 1                 | 0                 | 0                 | -                  | -                  | -                  | 3                 | 0                 | 0                 | 2              | 0              | 0              | 8     | 0     | 0     |
| 2021-2022             | Belgique              | Ligue des nations 2021 | 0              | 0              | 0              | 3                 | 0                 | 0                 | -                  | -                  | -                  | 2                 | 0                 | 0                 | 1              | 0              | 0              | 6     | 0     | 0     |
| Total sur la carrière | Total sur la carrière | Total sur la carrière  | 5              | 0              | 0              | 4                 | 0                 | 0                 | 2                  | 0                  | 0                  | 8                 | 0                 | 0                 | 12             | 0              | 0              | 31    | 0     | 0     |

### Matchs internationaux
| Matchs internationaux de Dedryck Boyata, | Matchs internationaux de Dedryck Boyata, | Matchs internationaux de Dedryck Boyata,      | Matchs internationaux de Dedryck Boyata, | Matchs internationaux de Dedryck Boyata, | Matchs internationaux de Dedryck Boyata, | Matchs internationaux de Dedryck Boyata, | Matchs internationaux de Dedryck Boyata,                             |
| #                                        | Date                                     | Lieu                                          | Adversaire                               | Résultat                                 | Compétition                              | Club                                     | Notes                                                                |
| ---------------------------------------- | ---------------------------------------- | --------------------------------------------- | ---------------------------------------- | ---------------------------------------- | ---------------------------------------- | ---------------------------------------- | -------------------------------------------------------------------- |
| 1                                        | 12 octobre 2010                          | Stade Roi Baudouin, Bruxelles, Belgique       | Autriche                                 | N 4 - 4                                  | Éliminatoires de l'Euro 2012             | Manchester City                          | Entre en jeu à la place de Toby Alderweireld à la 46e minute de jeu. |
| 2                                        | 29 mars 2016                             | Stade Dr. Magalhães Pessoa, Leiria, Portugal  | Portugal                                 | D 1 - 2                                  | Match amical                             | Celtic FC                                | Entre en jeu à la place de Jason Denayer à la 86e minute de jeu.     |
| 3                                        | 28 mars 2017                             | Stade olympique Ficht, Sotchi, Russie         | Russie                                   | N 3 - 3                                  | Match amical                             | Celtic FC                                | Entre en jeu à la place de Thomas Vermaelen à la 90e minute de jeu.  |
| 4                                        | 10 novembre 2017                         | Stade Roi Baudouin, Bruxelles, Belgique       | Mexique                                  | N 3 - 3                                  | Match amical                             | Celtic FC                                | Titulaire.                                                           |
| 5                                        | 2 juin 2018                              | Stade Roi Baudouin, Bruxelles, Belgique       | Portugal                                 | N 0 - 0                                  | Match amical                             | Celtic FC                                | Entre en jeu à la place de Vincent Kompany à la 55e minute de jeu.   |
| 6                                        | 6 juin 2018                              | Stade Roi Baudouin, Bruxelles, Belgique       | Égypte                                   | V 3 - 0                                  | Match amical                             | Celtic FC                                | Entre en jeu à la place de Jan Vertonghen à la 81e minute de jeu.    |
| 7                                        | 11 juin 2018                             | Stade Roi Baudouin, Bruxelles, Belgique       | Costa Rica                               | V 4 - 1                                  | Match amical                             | Celtic FC                                | Titulaire, remplacé par Leander Dendoncker à la 66e minute de jeu.   |
| 8                                        | 18 juin 2018                             | Stade olympique Ficht, Sotchi, Russie         | Panama                                   | V 3 - 0                                  | Coupe du monde 2018                      | Celtic FC                                | Titulaire.                                                           |
| 9                                        | 23 juin 2018                             | Otkrytie Arena, Moscou, Russie                | Tunisie                                  | V 5 - 2                                  | Coupe du monde 2018                      | Celtic FC                                | Titulaire.                                                           |
| 10                                       | 28 juin 2018                             | Arena Baltika, Kaliningrad, Russie            | Angleterre                               | V 1 - 0                                  | Coupe du monde 2018                      | Celtic FC                                | Titulaire.                                                           |
| 11                                       | 7 septembre 2018                         | Hampden Park, Glasgow, Écosse                 | Écosse                                   | V 4 - 0                                  | Match amical                             | Celtic FC                                | Titulaire.                                                           |
| 12                                       | 12 octobre 2018                          | Stade Roi Baudouin, Bruxelles, Belgique       | Suisse                                   | V 2 - 1                                  | Ligue des nations 2018-2019              | Celtic FC                                | Entre en jeu à la place de Thomas Vermaelen à la 73e minute de jeu.  |
| 13                                       | 16 octobre 2018                          | Stade Roi Baudouin, Bruxelles, Belgique       | Pays-Bas                                 | N 1 - 1                                  | Match amical                             | Celtic FC                                | Titulaire, écope d'un carton jaune à la 82e minute de jeu.           |
| 14                                       | 15 novembre 2018                         | Stade Roi Baudouin, Laeken, Belgique          | Islande                                  | V 2 - 0                                  | Ligue des nations 2018-2019              | Celtic FC                                | Titulaire, écope d'un carton jaune à la 66e minute de jeu.           |
| 15                                       | 18 novembre 2018                         | Luzern Arena, Lucerne, Suisse                 | Suisse                                   | D 2 - 5                                  | Ligue des nations 2018-2019              | Celtic FC                                | Titulaire.                                                           |
| 16                                       | 21 mars 2019                             | Stade Roi Baudouin, Bruxelles, Belgique       | Russie                                   | V 3 - 1                                  | Éliminatoires de l'Euro 2020             | Celtic FC                                | Titulaire.                                                           |
| 17                                       | 16 novembre 2019                         | Gazprom Arena, Saint-Pétersbourg, Russie      | Russie                                   | V 4 - 1                                  | Éliminatoires de l'Euro 2020             | Hertha Berlin                            | Titulaire.                                                           |
| 18                                       | 8 octobre 2020                           | Stade Roi Baudouin, Bruxelles, Belgique       | Côte d'Ivoire                            | N 1 - 1                                  | Match amical                             | Hertha Berlin                            | Titulaire.                                                           |
| 19                                       | 11 octobre 2020                          | Stade de Wembley, Londres, Angleterre         | Angleterre                               | D 1 - 2                                  | Ligue des nations 2020-2021              | Hertha Berlin                            | Titulaire.                                                           |
| 20                                       | 14 octobre 2020                          | Laugardalsvöllur, Reykjavik, Islande          | Islande                                  | V 2 - 1                                  | Ligue des nations 2020-2021              | Hertha Berlin                            | Titulaire.                                                           |
| 21                                       | 18 novembre 2020                         | Stade Den Dreef, Louvain, Belgique            | Danemark                                 | V 4 - 2                                  | Ligue des nations 2020-2021              | Hertha Berlin                            | Entre en jeu à la place de Jan Vertonghen à la 91e minute de jeu.    |
| 22                                       | 30 mars 2021                             | Stade Den Dreef, Louvain, Belgique            | Biélorussie                              | V 8 - 0                                  | Éliminatoires de la Coupe du monde 2022  | Hertha Berlin                            | Entre en jeu à la place de Jason Denayer à la 46e minute de jeu.     |
| 23                                       | 3 juin 2021                              | Stade Roi Baudouin, Bruxelles, Belgique       | Grèce                                    | N 1 - 1                                  | Match amical                             | Hertha Berlin                            | Titulaire.                                                           |
| 24                                       | 12 juin 2021                             | Gazprom Arena, Saint-Pétersbourg, Russie      | Russie                                   | V 3 - 0                                  | Euro 2020                                | Hertha Berlin                            | Titulaire.                                                           |
| 25                                       | 21 juin 2021                             | Gazprom Arena, Saint-Pétersbourg, Russie      | Finlande                                 | V 2 - 0                                  | Euro 2020                                | Hertha Berlin                            | Titulaire.                                                           |
| 26                                       | 2 septembre 2021                         | A. Le Coq Arena, Tallinn, Estonie             | Estonie                                  | V 5 - 2                                  | Éliminatoires de la Coupe du monde 2022  | Hertha Berlin                            | Titulaire.                                                           |
| 27                                       | 8 septembre 2021                         | Ak Bars Arena, Kazan, Russie                  | Biélorussie                              | V 1 - 0                                  | Éliminatoires de la Coupe du monde 2022  | Hertha Berlin                            | Titulaire.                                                           |
| 28                                       | 16 novembre 2021                         | Cardiff City Stadium, Cardiff, Pays de Galles | Pays de Galles                           | N 1 - 1                                  | Éliminatoires de la Coupe du monde 2022  | Hertha Berlin                            | Titulaire.                                                           |
| 29                                       | 26 mars 2022                             | Aviva Stadium, Dublin, Irlande                | République d'Irlande                     | N 2 - 2                                  | Match amical                             | Hertha Berlin                            | Titulaire.                                                           |
| 30                                       | 3 juin 2022                              | Stade Roi Baudouin, Bruxelles, Belgique       | Pays-Bas                                 | D 1 - 4                                  | Ligue des nations 2022-2023              | Hertha Berlin                            | Titulaire.                                                           |
| 31                                       | 11 juin 2022                             | Cardiff City Stadium, Cardiff, Pays de Galles | Pays de Galles                           | N 1 - 1                                  | Ligue des nations 2022-2023              | Hertha Berlin                            | Titulaire.                                                           |

## Palmarès

### En club
| Manchester City - Championnat d'Angleterre (1) : - Champion : 2014 - Vice-champion : 2015 - Coupe d'Angleterre (1) : - Vainqueur : 2011 - Community Shield : - Finaliste : 2014 |  | Celtic Glasgow - Championnat d'Écosse (4) : - Champion : 2016, 2017, 2018 et 2019 - Coupe d'Écosse (2) : - Vainqueur : 2017 et 2018 - Coupe de la Ligue (2) : - Vainqueur : 2018 et 2019 |  | Club Bruges KV - Championnat de Belgique (1) : - Champion : 2024 - Supercoupe de Belgique : - Finaliste : 2024 |

### En sélections nationales
|  |  | Belgique - Coupe du monde : - Troisième : 2018. - Ligue des nations : - Quatrième : 2021. |

### Distinctions personnelles
- Manchester City Jeune joueur de l’année: 2010[15]
- Membre de l'équipe-type de Scottish Premier League en 2019[16].